# Gloucester
Gloucester (IPA: [ˈɡlɒstər ]ⓘ) város Délnyugat-Angliában, Gloucestershire megyében.

## Fekvése
Londontól 165 kilométernyire északnyugatra található a Severn folyó bal partján.

## Történelme
Gloucester helyén egykoron egy  római tábor, Castra Claudia állott; a város múzeumában őrzik a környékén talált római régiségeket. III. Henrik angol királyt itt koronázták meg. A Severn a városnál alkotja az Alney nevű szigetet, ahol 1016-ban Vasbordájú Edmund a dán Kanut királlyal az angol trónért küzdött.

## Ipar
A 19. század végén jelentős volt a harangöntés, [[szappanfőzés és a vágóeszköz-készítés, valamint a gabona- és fakereskedés. 

## Népessége
1891-ben 39 444, 2007-ben 123 200 lakosa volt.

## Látnivalók
Templomai közül a székesegyház a legjelentősebb; ezt a 11. században kezdték építeni és a 14. században fejezték be. 128 méter hosszú és 34 méter széles; tornya 68 méter magas; külseje a gót, belseje pedig a normann ízlésre vall; a kórusán 22 méter magas ablak áll pompás üvegfestményekkel.

## Híres szülöttei
- Ivor Gurney (1890–1937) zeneszerző és költő
- William Hayes (1708–1777) orgonista és zeneszerző
- William Ernest Henley (1849–1903) író
- Berkely Mather (1909–1996) író
- George Washborne Morgan (1822–1892) orgonista és zeneszerző
- William Moseley (* 1987) filmszínész
- Simon Pegg (* 1970) humorista, színész és forgatókönyvíró
- Susan Sallis (*1929) írónő
- Fred West (1941–1995) sorozatgyilkos
- Nathan Sykes(*1993) zeneszerző és énekes

## Testvérvárosok
- Trier, Németország, 1959. június 29. óta
- Metz, Franciaország
- Gouda, Hollandia